# أدب اللغة الهولندية

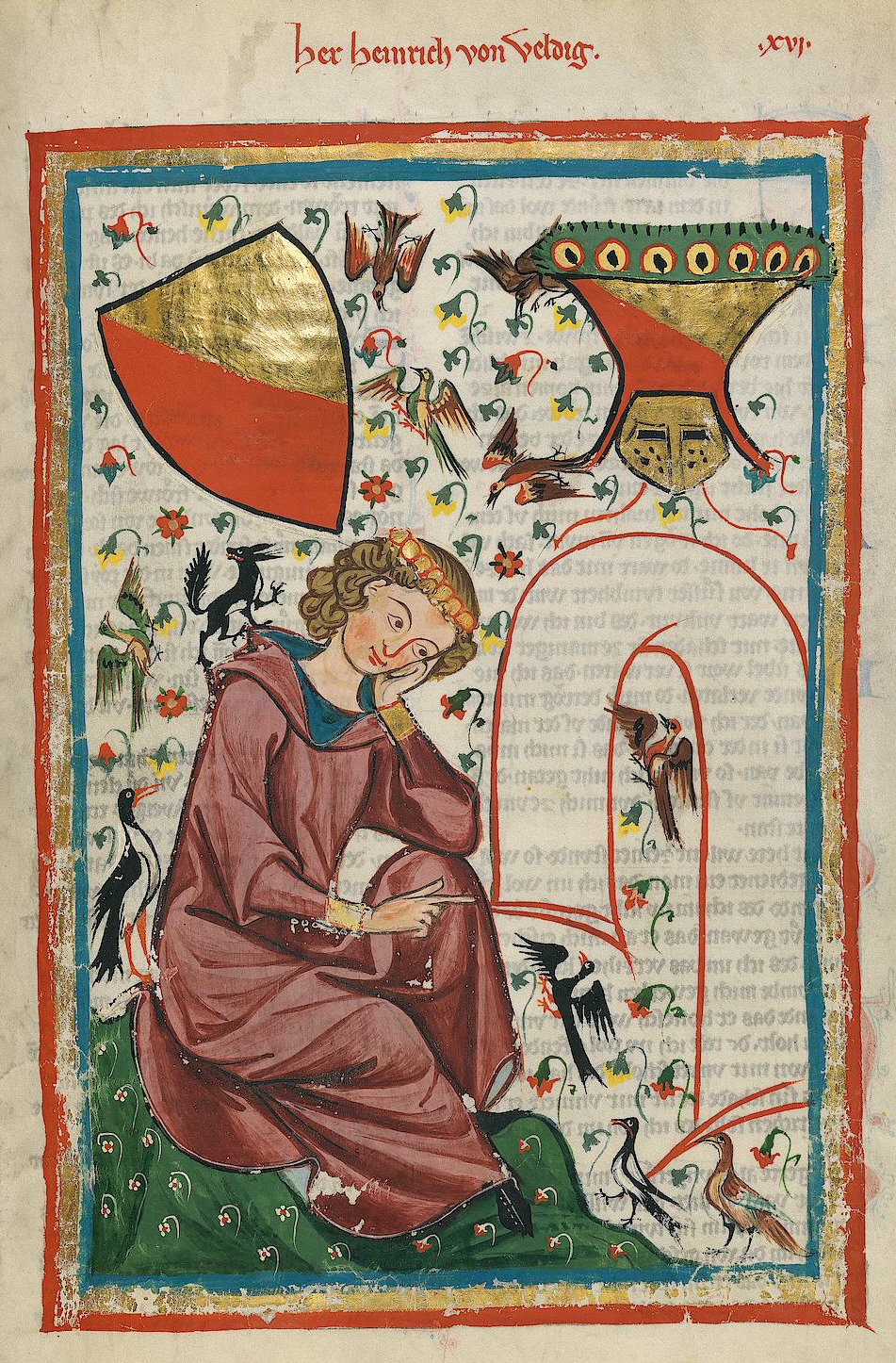

الأدب الهولندي أو بالأحرى أدب اللغة الهولندية هو الأدب الذي تميزت به هولندا وبلجيكا وسورينام وجزر الأنتيل الهولندية وكل البلاد الناطقة بالهولندية قديماً وحديثاً. ومن أشهر الأدباء الهولنديين في العصر الحديث هاري موليسش.